# Robertas Poškus
Robertas Poškus (Klaipėda, 5 maggio 1979) è un ex calciatore lituano, di ruolo attaccante.

## Palmarès

### Club
- Coppa di Polonia: 1

Polonia Varsavia: 2000-2001

### Individuale
- Calciatore lituano dell'anno: 1

2003